# John Edward Sowerby
John Edward Sowerby (1825 - 1870) fue un botánico ilustrador, era el hijo mayor de Charles Edward Sowerby (1795-1842), fue miembro de la Sociedad Linneana de Londres, que llevó a cabo la segunda edición de English Botany de James Sowerby (1815-1834). John heredó de él, el gusto por el dibujo botánico, y en 1841 realizó su obra-la primera de las placas de su padre Charles Edward Sowerby "Catálogo Ilustrado de las plantas británicas." Su vida fue desde entonces empleada principalmente en la ilustración de obras de botánica, en colaboración con Charles Johnson (1791-1880), y con Charles Johnson Pierpoint, quienes contribuían con los textos. Su trabajo independiente "‘An Illustrated Key to the Natural Orders of British Wild Flowers (Una clave ilustrada para el orden natural de las flores silvestres británicas" 8.º, Londres, 1865. Murió el 28 de enero de 1870, en Lavender Hill, Clapham. Se había casado el 10 de febrero de 1853 con Elizabeth, la hija menor de Roger Preston y Ann Dewhurst, Lancashire. Ella le sobrevivió, y, en reconocimiento del valor científico de su obra, se le concedió una pensión civil.

## Algunas obras que ilustró Sowerby
1. . ‘An illustrated catalogue of British plants, arranged according to the natural orders’. 1841 en línea
2. . ‘Supplement to the English botany of the late Sir J.E. Smith and Mr. Sowerby The descriptions, synonyms, and places of growth by Willian Jackson Hooker: Supplement’. Vol. 3. pp. 2797-2867. Con William Jackson Hooker, James Edward Smith, James de Carle Sowerby. 71 pp. 1843
3. . ‘The Ferns of Great Britain … Descriptions … by C. Johnson,’ 8.º, Londres, 1855
4. . ‘The Fern Allies [a supplement to the preceding] … Descriptions … by C. Johnson,’ 8.º, Londres, 1856
5. . ‘British Poisonous Plants,’ by C. Johnson (con veintiocho planchas copiadas de ‘English Botany’), 8.º, Londres, 1856
6. . ‘The Grasses of Great Britain … Described … by C. Johnson,’ 8.º, Londres, 1857–61
7. . ‘Wild Flowers worth Notice,’ by Mrs. Lankester, 8.º, Londres, 1861; otra edic. en 1871
8. . ‘British Wild Flowers … Described … by C. P. Johnson,’ 8.º, Londres, 1858–60; otra edic. en 1863
9. . ‘The Useful Plants of Great Britain … Described … by C. P. Johnson,’ 8.º, Londres, 1861 [–62]
10. . ‘English Botany,’ 3.ª edic. y suplemento, 8.º, Londres, 1863–1886
11. . ‘Rust, Smut, Miidew, and Mould … by M. C. Cooke,’ 8.º, Londres, 1865; otra edic. 1878

- La abreviatura «J.E.Sowerby» se emplea para indicar a John Edward Sowerby como autoridad en la descripción y clasificación científica de los vegetales.[1]